# Espadañedo
Espadañedo település Spanyolországban,  Zamora tartományban. Espadañedo Muelas de los Caballeros, Manzanal de los Infantes, Asturianos, Rosinos de la Requejada és Truchas községekkel határos. Lakosainak száma 104 fő (2024).

## Népesség
A település népessége az utóbbi években az alábbiak szerint változott:
| Lakosok száma | 209  | 188  | 180  | 158  | 150  | 127  | 117  | 107  | 113  | 104  |
|               | 2001 | 2004 | 2007 | 2009 | 2012 | 2014 | 2017 | 2019 | 2022 | 2024 |